# إيلي ويتني بليك
إيلي ويتني بليك (بالإنجليزية: Eli Whitney Blake)‏ هو مخترع أمريكي، ولد في 27 يناير 1795 في ويستبورو (ماساتشوستس) في الولايات المتحدة، وتوفي في 18 أغسطس 1886 في نيو هيفن في الولايات المتحدة.